# 東広島市立磯松中学校
東広島市立磯松中学校（ひがしひろしましりつ いそまつちゅうがっこう）は、広島県東広島市八本松町正力にある公立中学校。略称は「磯中」（いそちゅう）。

## 概要
東広島市の西部にある。人口の増加に伴い、1983年4月に開校した。校区には、工業団地や新興住宅団地、農村地帯が混在している。

## 沿革
- 1983年4月 - 八本松中学校・西条中学校から分離統合して市内6番目の中学校として設立。

## 学校行事
- 4月 - 入学式（1年）
- 6月 - 体育祭
- 9月 - オープンスクール　　　　　職場体験学習（2年）
- 10月 - 文化祭・合唱祭
- 12月 - 修学旅行（2年）
- 3月 - 卒業式

## 部活動

### 運動部
- バレーボール部（男子・女子）
- ソフトテニス部（男子・女子）
- 陸上部（長距離・総合)
- 野球部
- 卓球部（男子・女子）
- 剣道部

### 文化部
・パソコン部
・吹奏楽部
・家庭科部
・美術部
・書道部

## 通学区域
- 東広島市立川上小学校の学区
- 東広島市立平岩小学校の学区

## 進学前小学校
- 東広島市立川上小学校
- 東広島市立平岩小学校

## 交通
- JR西日本山陽本線八本松駅より徒歩30分

## 関係者

### 出身者
- 三輪郁佳 - 自転車競技（BMX）選手